# 佐藤元英
佐藤 元英（さとう もとえい、1949年 - ）は、日本の歴史学者。前中央大学教授。専門は日本政治外交史。

## 略歴
秋田県出身。1968年秋田県立秋田高等学校卒業。1973年中央大学文学部史学科卒業。1978年同大学院文学研究科博士後期課程単位取得満期退学。1993年博士（文学）の学位を中央大学より取得。
外務省外交史料館「日本外交文書」編纂官、宮内庁書陵部編修課主任研究官、駒澤大学文学部教授（1995-2004年）、中央大学文学部教授（2004-2020年）、同大学政策文化総合研究所長等を務め、2020年３月定年退職。
2001年、『近代日本の外交と軍事』で吉田茂賞を受賞。
近年は日米交渉の研究に取り組んでおり、太平洋戦争開戦時の宣戦布告なき奇襲攻撃について、革新派外交官らを中心として、外務省本省が宣戦布告を通知しない形での開戦という方式を意図していた可能性を提示した。

## 著書

### 単著
- 『昭和初期対中国政策の研究――田中内閣の対満蒙政策』（原書房、1992年、増訂版2009年）
- 『近代日本の外交と軍事――権益擁護と侵略の構造』（吉川弘文館、2000年）
- 『概説アジア太平洋戦争と日本の近代』（虹有社、2003年）
- 『御前会議と対外政略 「支那事変」処理から「大東亜戦争」終結まで』（全3巻、原書房「明治百年史叢書」、2011-12年）
- 『外務官僚たちの太平洋戦争』（NHK出版「NHKブックス」、2015年）
- 『経済制裁と戦争決断』（日本経済評論社、2017年）

### 共編著
- （武山眞行、服部龍二）『日本外交のアーカイブズ学的研究』（中央大学出版部、2013年）
- （服部龍二）『日本外交のアーカイブズ学的研究 Ⅱ』 (中央大学出版部、2016年）

## 論文
※後に単著に収録されたものを除く

### 雑誌論文
- 「斎藤実内閣における対ソ政策――日ソ不可侵条約問題と五相会議を中心に――」（『中央史学』9号、1986年）
- 「北満鉄道譲渡問題をめぐる日ソ関係」（『駒澤大學文學部研究紀要』54号、1996年）
- 「戦時下及び終戦直後の外務省記録と『日本外交文書』」（『駒澤大學文學部研究紀要』61号、2003年）
- 「中国中北部における在留邦人保護対策の変容――幣原外交から田中外交へ」（『駒沢史学』64号、2005年）
- 「明治期における外務省『調書』の編纂刊行について」（『中央大学文学部紀要』211号、2006年）
- 「来栖三郎特使派遣と『乙案』をめぐる日米交渉」（『中央大学政策文化総合研究所年報』11号、2007年）
- 「第一次ロンドン海軍軍縮会議と昭和天皇・高松宮親王」（『中央大学文学部紀要』221号、2008年）
- 「日米開戦手続き文書と中国・南方への視点」（『東アジア近代史』12号、2009年）
- 「昭和陸軍と満蒙領有の構想」（『中央大学文学部紀要』231号、2010年）
- 「日本の自主外交と日独伊「防共協定強化問題」」（『中央大学文学部紀要』236号、2011年）
- 「対英米通商貿易問題から南進の施策へ――太平洋戦争への道程」（『中央大学文学部紀要』246号、2013年）
- 「対米宣戦布告と日・タイ軍事協定問題」（『中央大学政策文化総合研究所年報』17号、2013年）
- 「郭松齢事件をめぐる外交と軍事」（『中央大学文学部紀要』251号、2014年）

### 単行本所収論文
- 「田中内閣の対中国経済発展策と満鉄」（小林英夫編『近代日本と満鉄』吉川弘文館、2000年）
- 「第二次『幣原外交』における満蒙鉄道問題解決交渉」（小林編、同上）
- 「明治期外務省制度組織の変遷と通商貿易情報の収集活動」（三上昭美先生古稀記念論文集刊行会編『近代日本の政治と社会』岩田書院、2001年）
- 「商租問題と東亜勧業株式会社の土地経営」（斎藤道彦編『中国への多角的アプローチ』中央大学出版部、2012年）
- 「在奉天日本総領事による商租権問題解決交渉」（斎藤道彦編『中国への多角的アプローチ2』中央大学出版部、2013年）

## 刊行史料
- 『外務省公表集』全12巻（クレス出版、1992年－1993年）
- 『日本・中国関係イギリス外務省文書目録』全3巻（クレス出版、1997年）
- 『世界情勢ノ動向』全5巻（クレス出版、2001年）
- 『アジア太平洋戦争期政策決定文書』（原書房、2001年）
- 『GHQ歴史課陳述録――終戦史資料』上・下（黒沢文貴共編、原書房、2002年）
- 『慶應義塾大学所蔵村上義一文書』（波多野澄雄共編、雄松堂出版［マイクロフィルム］、2002年）
- 『日米関係戦時重要事項日誌』（ゆまに書房、2007年）
- 『「日米交渉」関係調書集成』全2巻（細谷千博共編、現代史料出版、2009年）
- 『皇族軍人伝記集成』全15巻・別巻（ゆまに書房、2010年－2012年）
- 『御前会議と対外政略 「支那事変」処理から「大東亜戦争」終結まで1 第一部 昭和天皇御前会議記録文書』（原書房、2011年）